# Herbert Huber
Herbert Huber (Kitzbühel, 4 dicembre 1944 – Kitzbühel, 15 luglio 1970) è stato uno sciatore alpino austriaco.

## Biografia

### Stagioni 1962-1967
Sciatore polivalente con maggior propensione alle prove tecniche, in campo internazionale Huber debuttò il 20 gennaio 1962 nella discesa libera dell'Hahnenkamm di Kitzbühel (71º) e ottenne il primo successo in una gara FIS disputata in Libano nel 1965; nel 1966 al trofeo Arlberg-Kandahar disputato a Mürren si piazzò 2º nello slalom speciale del 13 marzo e ai successivi Mondiali di Portillo 1966, sua prima presenza iridata, non completò lo slalom speciale (unica gara nella quale prese il via).
Esordì in Coppa del Mondo nella gara che inaugurò il circuito, lo slalom speciale disputato il 5 gennaio 1967 a Berchtesgaden, piazzandosi 8º; nel prosieguo della stagione vinse lo slalom speciale e fu 2º nella combinata della Coppa dei Paesi alpini disputata a Badgastein tra il 7 e il 12 febbraio, il 12 marzo seguente a Franconia salì per la prima volta sul podio in Coppa del Mondo, piazzandosi 3º in slalom speciale dietro al francese Jean-Claude Killy e allo statunitense Jimmy Heuga, e pochi giorni dopo, il 26 marzo, conquistò nella medesima specialità a Jackson Hole la prima delle sue tre vittorie nel circuito.

### Stagioni 1968-1970
Venne convocato per i X Giochi olimpici invernali di Grenoble 1968, sua unica presenza olimpica, dove si aggiudicò la medaglia d'argento nello slalom speciale, l'unica gara nella quale prese il via e valida anche ai fini dei Mondiali 1968. Il 6 aprile dello stesso anno colse a Heavenly Valley la sua ultima vittoria in Coppa del Mondo, in slalom gigante; a fine stagione risultò 3º sia nella classifica generale, sia in quella di slalom gigante.
Nel 1969 si classificò 2º nella classica combinata dell'Hahnenkamm di Kitzbühel del 18-19 gennaio, dietro al francese Guy Périllat, fu 3º nello slalom speciale della Coppa dei Paesi alpini, disputata a Val-d'Isère tra il 27 e il 29 marzo, e il 21 dicembre ottenne l'ultimo podio in Coppa del Mondo, nonché ultimo piazzamento a punti, a Lienz in slalom speciale (2º alle spalle del francese Jean-Noël Augert). Prese per l'ultima volta il via in Coppa del Mondo il 31 gennaio 1970 a Madonna di Campiglio in slalom speciale (13º) e disputò la sua ultima gara in carriera ai successivi Mondiali di Val Gardena 1970: si trattò della prova di qualificazione dello slalom speciale, non completata da Huber che riportò per questo un grave trauma psicologico. Il 15 luglio di quello stesso anno seguente l'atleta, sofferente di una forma depressiva, si suicidò a Kitzbühel; anche a causa di questa tragedia la Federazione internazionale sci abolì per le successive edizioni iridate le prove di qualificazione.

## Palmarès

### Olimpiadi
- 1 medaglia, valida anche ai fini dei Mondiali:
  - 1 argento (slalom speciale a Grenoble 1968)

### Coppa del Mondo
- Miglior piazzamento in classifica generale: 3º nel 1968
- 11 podi (2 in slalom gigante, 9 in slalom speciale):
  - 3 vittorie (2 in slalom gigante, 1 slalom speciale)
  - 6 secondi posti
  - 2 terzi posti

#### Coppa del Mondo - vittorie
| Data          | Località        | Paese       | Specialità |
| ------------- | --------------- | ----------- | ---------- |
| 26 marzo 1967 | Jackson Hole    | Stati Uniti | SL         |
| 31 marzo 1968 | Rossland        | Canada      | GS         |
| 6 aprile 1968 | Heavenly Valley | Stati Uniti | GS         |

Legenda:

GS = slalom gigante

SL = slalom speciale

### Campionati austriaci
- 7 medaglie[12][senza fonte]:
  - 2 ori (slalom speciale nel 1966[2]; slalom speciale nel 1968)
  - 2 argenti (combinata[2] nel 1966; slalom speciale nel 1967)
  - 3 bronzi (discesa libera, slalom speciale nel 1967; combinata nel 1968)

### Campionati austriaci juniores
- 2 medaglie[12][senza fonte]:
  - 2 bronzi (slalom speciale, combinata nel 1963)